# Philogonius
Philogonius was patriarch van Antiochië van 320 tot 324. Zijn feestdag is 20 december. Voor hij bisschop werd, was hij advocaat en had kinderen.
Philogonius was de eerste patriarch van Antiochië na het Edict van Milaan van 313, dat wil zeggen na de christenvervolgingen. Hij was een groot tegenstander van het arianisme en verdedigde patriarch Alexander van Alexandrië in zijn betoog. De controverse rond het arianisme zal een van de onderwerpen zijn tijdens het Eerste Concilie van Nicea in 325, dus na zijn dood.